# L'Ersatz d'amour
 (novembre 2014).
Si vous disposez d'ouvrages ou d'articles de référence ou si vous connaissez des sites web de qualité traitant du thème abordé ici, merci de compléter l'article en donnant les références utiles à sa vérifiabilité et en les liant à la section « Notes et références ».
L'Ersatz d'amour est un roman français de Willy paru en 1923, cosigné avec Ménalkas, pseudonyme de la femme de lettres Suzanne de Callias (1883-1964), avec laquelle il cosigna aussi Jeux de princes (1919) et Le Naufragé (1924).

## Personnages
- Marc Revenal, jeune peintre parisien
- Carl von Rudorff, jeune officier allemand
- Simon-Pierre, peintre parisien âgé et reconnu
- Willy dans son propre personnage d'hommes de lettres, en tant que préfacier

## Résumé
Le roman est introduit selon le procédé d’une confession. Pendant la Première Guerre mondiale, un soldat vient déposer au peintre parisien Simon-Pierre un manuscrit en disant qu’il repassera plus tard. Ce manuscrit lui est destiné par son ami Marc Revenal. Le soldat revient deux heures plus tard, le temps pour Simon-Pierre d’avoir lu le manuscrit. Il lui annonce alors que Marc Revenal est mort à la guerre lors d’une mission périlleuse.
C’est à la suite d’une déception amoureuse avec une femme, Rolande, que le jeune peintre Marc Revenal, entreprend un voyage en Allemagne. À Hambourg, lors d’un concert au Stadt theater, il rencontre un jeune officier allemand Carl von Rudorff. Celui-ci engage la conversation puis lui saisit la main lors d’un morceau de Wagner, les lamentations d’Yseult face au corps de Tristan. D’abord inspiré par la curiosité, puis fasciné par la beauté du jeune homme, Marc se sent de plus en plus attiré par lui. Ils correspondent puis Carl invite Marc à Coblence, dans sa famille, pour y passer Noël. Marc et la sœur de Carl, Elfriede, sont attirés l’un par l’autre, mais Carl défend à sa sœur qu’ils se fréquentent. Marc reparti, Carl se fait muter en garnison à Metz, alors ville allemande, afin qu’ils puissent se voir plus souvent. Carl fait un voyage à Paris, rencontre Simon-Pierre, mais celui-ci devine que  Carl est un « disciple d'Eulenbourg », et Carl repart amer. À Metz, Carl commet une tentative de suicide par empoisonnement. Prévenu par la bonne de Carl, Marc court le rejoindre et Carl se remet. Arrive le début de la Guerre. Carl déserte et se réfugie en Suisse, à l’Hôtel national de Lucerne. Marc estimant la France agressée, s’enrôle, ce qui suscite des pages très lucides sur le début de la  Guerre. Il écrit à Carl de s’engager dans la légion étrangère, mais celui-ci refuse, lui invitant à le rejoindre, là où la vie est plus facile, dans lequel sont réfugiés plusieurs autres princes autrichiens, et un autre déserteur « qui arbore des pyjamas japonais admirables ». Marc part en tête d’une mission périlleuse (cisailler les fils de fer de la tranchée d’en face) et se fait tuer.

## Citations
- « Âme toujours enfantine de la foule populaire qui dévoile des abîmes de bêtises à côté des élans les plus noblement désintéressés ! »
- « J’espère au reste, que tu n’as pas encore revêtu cet horrible uniforme rouge et bleu sous lequel en ce moment de pauvres bougres aussi bêtes qu’héroïques se font hacher ? »
- « Jules César a écrit que les Gaulois, à la guerre, étaient très friands de nouvelles, et faisaient de longues marches pour aller les chercher. Ah ! ce que je les comprends !... Savoir quelque chose de vrai, savoir... »
- « Un petit officier boche ! C’était comique, hein ? Je l’appelais en riant : « l’ersatz ». Pauvre imbécile que j’étais tout de même d’avoir gouté à cet ersatz-là ! Et puis après on crève. On en crève ma parole. »

## Préface
La préface est signée du seul Willy. Dans la préface, Willy, explique que la confession lui fut remise par « un camarade, presque un ami... Peintre ou sculpteur ou musicien, ne précisons pas… » Sans doute le peintre Simon-Pierre ? 
La préface est très intéressante par son ambiguïté. Fidèle à sa réputation d’homme à femmes, Willy, se défend de complaisance pour l’homosexualité masculine, la juge inexistante ou superficielle en France, citant les « fantaisies risquées en marge de la Bible » d’André Gide (1869-1951) dans Corydon (1920-1924) ou les « minutieuses analyses » de Marcel Proust (1871-1922). Il associe l’homosexualité à l’Allemagne, qui compte « 3 % d’invertis », femmes et enfants exceptés. La préface mentionne de nombreuses références aux homosexuels et médecins allemands ou autrichiens : Eulenbourg (1847-1921), Krafft-Ebing (1840-1902), Magnus Hirschfeld (1868-1935), Sigmund Freud (1856-1939). La préface surprend toutefois par la coprésence de différents lexiques : les mots « homo-sexuels », « pro-homosexuel », « homosexualité » voisinent avec les mots de l’époque, qu’utilise habituellement Marcel Proust, le « vice », l’« inversion sexuelle ». La préface cite aussi trois auteurs homosexuels que visiblement Willy apprécie : Robert d'Humières (finalement marié en 1905 et tué au front en 1915), Oscar Wilde (1854-1900), et de citer le Sonnet 20 de Shakespeare (1564-1616).
Et Willy de conclure par un de ses fameux à peu près : « L’Homosexualité, qui sévit surtout en Allemagne, devrait bien y rester (...) Est-ce bien de l’art ? Ou du cochon ? »